# Аэд Аллан
Аэд Аллан (Аэд мак Фергайл, Аэд Красивый; др.‑ирл. Áed Allán, Áed mac Fergaile; погиб в 743) — король Айлеха (722—743) и верховный король Ирландии (734—743) из рода Кенел Эогайн, ветви Северных Уи Нейллов.

## Биография

### Король Айлеха

#### Получение престола
Аэд Аллан был старшим сыном правителя Айлеха и верховного короля Ирландии Фергала мак Маэл Дуйна. О том, кто была мать Аэда, точно не известно. По одним данным, её звали Эрнан и она происходила из рода Кенел Конайлл; по ирландской саге «Пророчество Фергала мак Маэл Дуйна» (др.‑ирл. Fáistine Fergaile meic Máele Dúin), она была дочерью верховного короля Конгала Кеннмагайра, родившей Аэда во внебрачной связи с Фергалом; по ещё одному мнению, это была Бригита, дочь Орки мак Карртайна.
Фергал мак Маэл Дуйн погиб 11 декабря 722 года в сражении при Алмайне (современном Аллене), в котором его противниками были король Лейнстера Мурхад мак Брайн из рода Уи Дунлайнге и правитель Уи Хеннселайг Аэд мак Колгген. После смерти отца титул верховного короля перешёл к Фогартаху мак Нейллу, а Аэд унаследовал только престол Айлеха, которым владел до самой своей смерти.

#### Войны с Флатбертахом мак Лоингсигом
К 730-м годам относятся свидетельства о череде войн, которые Аэд Аллан вёл с верховным королём Ирландии Флатбертахом мак Лоингсигом из рода Кенел Конайлл. Вероятно, конфликт был вызван борьбой Аэда и Флатбертаха за главенствующее положение среди Северных Уи Нейллов. Основной целью набегов айлехцев были земли суб-королевства Маг Ита, важнейшего звена для связи между различными территориями, подчинявшимися Кенел Конайлл.
В 727 году, ещё ранее получения титула верховного короля Ирландии, Флатбертах мак Лоингсиг сражался с айлехцами при Друим Форнохте. В 732 году, уже как король Тары, Флатбертах был разбит Аэдом Алланом в сражении, в котором погиб племянник верховного короля Фланн Гохан мак Конгайл. В 733 году в битве с айлехцами в Маг Ита погиб ещё один его племянник, Конайнг мак Конгайл. Для организации отпора нападениям Аэда Аллана король Флатбертах в 733 году заключил союз с правителем Дал Риады.
Получив от нового союзника корабли, в 734 году Флатбертах мак Лоингсиг попытался совершить нападение на прибрежные земли Айлеха. Однако в решающем морском сражении вблизи устья реки Бойн флот короля Аэда Аллана разбил флот верховного короля и его союзников из Дал Риады. По свидетельству «Анналов четырёх мастеров», против флота верховного короля сражались не только айлехцы, но и их союзники из Ульстера и кианнахты из Гленн Геймина.
Вероятно, вскоре после этого поражения Флатбертах был вынужден отказаться от престола: он удалился в аббатство Арма и здесь скончался в 765 году. После этого титул верховного короля перешёл к Аэду Аллану. В результате этих событий территория королевства Айлех была расширена и в неё были включены земли суб-королевства Маг Ита. Также и все айргиалльские племена, ранее подчинявшиеся Кенел Конайлл, перешли под власть правителя Айлеха. Эти завоевание нанесли настолько серьёзный урон королевству Кенел Конайлл, что его короли утратили статус наиболее влиятельных правителей северной части Ирландии. С этого времени сильнейшим королевством в этой части острова стал Айлех.

### Верховный король Ирландии

Ирландия в VIII — первой трети IX века

#### Взаимоотношения с ирландскими королевствами
Первым противником Аэда Аллана стал в 735 году король Ульстера Аэд Ройн из рода Дал Фиатах. В состоявшемся между ними сражении при Фохайрте (около Дандалка) победу одержал Аэд Аллан. Ульстерский король и правитель септа Уи Эхах Кобо Конхад мак Куанах пали на поле боя. Это позволило Аэду Аллану присоединить к Айлеху айргиалльское королевство Конайлли Муиртемне, располагавшееся в области современного графства Лаут. В новоприобретённых землях находился один из центров ирландского христианства — аббатство Арма, покровителями которого с этого времени стали представители рода Кенел Эогайн.
В записях о событиях 737 года в ирландских анналах сообщается о переговорах Аэла Аллана с королём Мунстера Каталом мак Фингуйне. Встреча двух правителей состоялась в Терриглассе, вероятно, не принадлежавшем ни одному из этих королей. Предполагается, на переговорах обсуждался вопрос о подчинении короля Мунстера Аэду как верховному королю Ирландии. Вероятно, Катал мак Фингуйне отверг притязания верховного короля, посчитав, что правитель северо-ирландского Айлеха не сможет оказывать реального влияния на события в южной части острова. По свидетельствам анналов, единственным результатом переговоров стало согласие мунстерского правителя признать над своими землями духовную власть аббатства Армы. Соглашение было подкреплено торжественной церемонией провозглашения главенства «закона Патрика» на всех землях Ирландии.
В 738 году Аэд Аллан выступил против лейнстерцев и нанёс им 19 августа сокрушительное поражение в битве. В этом сражении, состоявшемся при Ухбаде или при Ат Сенайге (около современного Баллишаннона) и упоминающемся в анналах как «битва стонов», «погибло столько, сколько не пало ни в одном набеге и не погибло ни в одном жестоком столкновении за известные людям прошедшие столетия». Среди павших на поле боя множества лейнстерцев был их король Аэд мак Колгген из рода Уи Хеннселайг, а также его соправитель Бран Бекк из рода Уи Дунлайнге. Таким образом, Аэд Аллан, сам получивший ранение в сражении, через шестнадцать лет отомстил лейнстерцам за гибель своего отца Фергала мак Маэл Дуйна. Эта победа над лейнстерцами была моментом наибольшего влияния Аэда Аллана на события в Ирландии.
Ирландские анналы сообщают о ссоре, произошедшей в 742 году между Аэдом Алланом и королём Бреги Конайнгом мак Амалгадо из рода Сил Аэдо Слане, в результате которой по приказу верховного короля его враг был задушен.

#### Война с Домналлом Миди
В 743 году возглавляемое Аэдом Алланом войско из айлехцев и айргиалльцев вторглось в королевство Миде, правителем которого был Домналл Миди из рода Кланн Холмайн. Анналы ничего не сообщают о причинах конфликта. Возможно, он был вызван убийством Аэдом Алланом короля Конайнга мак Амалгадо и поддержкой Домналла своих дальних родичей из Сил Аэдо Слане. В произошедшем сражении, по одним данным, состоявшемся у местечка Маг Серед (около Келса), по другим — на землях современного графства Лонгфорд), Домналл Миди одержал крупную победу. На поле боя пали король Аэд и множество айргиалльцев, включая правителей септов Айртир, Уи Хремтайнн, Уи Макк Уайс и короля Конайлли Муиртемне Фаллаха.
После гибели Аэда Аллана титул верховного короля Ирландии перешёл к Домналлу Миди, а власть над Айлехом получил младший брат покойного короля Ниалл Фроссах. Сын короля Аэда, Маэл Дуйн мак Аэдо Аллайн, также занимал престол Айлеха.

### Итоги правления
В средневековой ирландской литературе Аэд Аллан описывался как человек буйного нрава, воинственный и оказывавший мало почтения своему отцу Фергалу. В то же время, в составе «Анналах четырёх мастеров» сохранилось приписываемое Аэду четверостишие, якобы написанное им накануне сражения с Домналлом Миди.
Аэд Аллан значительно расширил территорию Айлеха и укрепил влияние своего рода Кенел Эогайн. С его правления и до конца X века в Ирландии существовала традиция, согласно которой, титулом верховного короля поочерёдно владели правители Айлеха из числа Северных Уи Нейллов, и правители Миде из рода Кланн Холмайн, ветви Южных Уи Нейллов.